# Trogloctenus fagei
Trogloctenus fagei is een spinnensoort in de taxonomische indeling van de kamspinnen (Ctenidae).
Het dier behoort tot het geslacht Trogloctenus. De wetenschappelijke naam van de soort werd voor het eerst geldig gepubliceerd in 1935 door Roger de Lessert.